# Gustav Fränkel (Unternehmer)
Gustav Fränkel, später Gustavo Fränkel (geboren 25. Oktober 1871 in Bolzum; gestorben 10. Januar 1944 in Buenos Aires) war ein deutscher Kaufmann, Textil-Unternehmer, Kommunalpolitiker und Mäzen. Der Hildesheimer Wohltäter aus jüdischer Familie musste im Zuge der sogenannten „Arisierungen“ nach Argentinien auswandern, während andere Familienmitglieder dem Holocaust zum Opfer fielen.

## Leben
Gustav Fränkel war ein Sohn des jüdischen Bolzumer Kaufmanns Joseph oder Josef Fränkel (* 3. Januar 1839 in Bolzum; † 5. September 1916 ebenda) und dessen am 28. Mai 1865 angetrauter Ehefrau Caroline, genannt Lina, geborene Güdemann (* 21. Mai 1836 in Bolzum; † 3. August 1919 in Hildesheim). Gustav hatte drei ältere Schwestern: Ida (* 14. Oktober 1865), verheiratete Stern, Bertha (* 7. Februar 1867), verheiratete Güdemann, und Jenny (* 14. Oktober 1870).
Seinen Schulbesuch absolvierte Fränkel in Hildesheim, wo er Michaelis 1881 in die Klasse VI b (Sexta) des Gymnasiums Andreanum aufgenommen wurde. Aus der Klasse IV – der Quarta, die dem heutigen 7. Schuljahr entspricht – wechselte Fränkel zum Realgymnasium, „[...] offenbar zeitgleich mit der Einweihung des neuen Gebäudes und der Gründung des Königlichen Andreas-Realgymnasiums, des Vorläufers des heutigen Scharnhorstgymnasiums“. Da der Name Gustav Fränkels nicht als Reifezeugnis-Schulabgänger in den entsprechenden Programmen des Andreas-Realgymnasiums zu finden ist, hat er vermutlich mit der Mittleren Reife die Schule verlassen, um möglichst früh im Betrieb seines Vaters eine kaufmännische Lehre beginnen zu können.
Fränkel wohnte noch bis zum 30. Januar 1904 bei seinen Eltern im Haus Kaiserstraße 6 in Hildesheim, wo seine Aufenthalte lediglich durch Militärdienste in Dortmund, Braunschweig und Malchin unterbrochen wurden. Am 1. Oktober 1893 wurde er zum Unteroffizier der Reserve ernannt. Im Adressbuch der Stadt Hildesheim findet sich Gustav Fränkels Name erstmals 1895 zugleich mit der Berufsbezeichnung Kaufmann. Ab 1898 wurde er dort als Prokurist erwähnt und ab 1903 als Mitinhaber des väterlichen Unternehmens G. D. Fränkel GmbH (Sackfabrik und Herstellung von Filterstoffen).
Am 15. August 1900 heiratete er Elisabeth Schäfer (* 15. August 1876 in Berlin). Mit ihr hatte er vier in Hildesheim geborene Kinder: Heinz Julian (* 18. August 1901), Hilde (* 6. September 1902; seit 1929 mit Dipl.-Ing. Heinrich Kleber verheiratet), Ernst Gerhard (* 30. Juni 1905) sowie Hans Peter (* 5. Juni 1907). Mit seiner Familie bewohnte Gustav Fränkel vom 30. Januar 1904 bis zum 11. Juni 1926 nun das eigene Wohn- und Geschäftshaus Kaiserstraße 39.

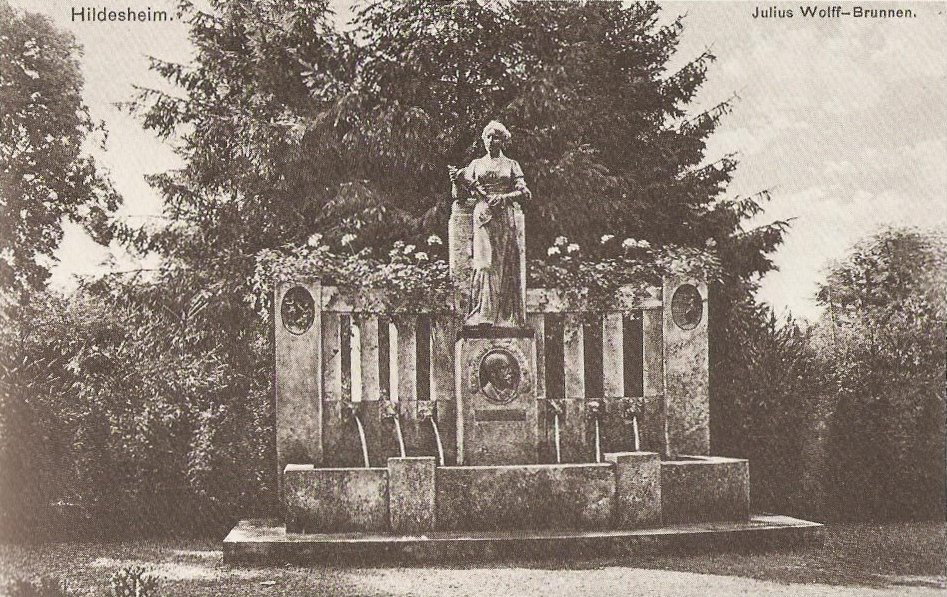
Julius-Wolff-Brunnen in Hildesheim
(zeitgenössische Ansichtskarte, um 1911)

Nach der Geburt seiner Kinder begann Fränkels kulturelles, soziales und politisches Wirken in Hildesheim zwischen 1910 und 1924. In dieser Zeit war er Mitbegründer der Stadttheater Hildesheim AG, schenkte der Stadt den Julius-Wolff-Brunnen, initiierte und finanzierte den Kinderhort Marienburger Höhe, errichtete mehrere Stiftungen sowohl für soziale wie auch schulische Zwecke.
Mitten im Ersten Weltkrieg wurde Gustav Fränkel 1916 zum Bürgervorsteher gewählt, ein Amt, das er bis in die Zeit der Weimarer Republik im Jahr 1924 ausübte. In diesen Jahren engagierte er sich als der erste in die Städtischen Kollegien gewählte Jude in der Kommunalpolitik seiner Heimatstadt.
Nachdem ihre Kinder beinahe alle ergewachsen waren, zog das Ehepaar Fränkel 1926 nach Hannover. Vom dortigen Stadtteil Kleefeld, seinem Wohnsitz in der nach dem Bauherrn und Karussellbauern Hugo Haase benannten Villa Haase in der Spinozastraße 9 an der Eilenriede, ließ sich Fränkel jeden Morgen in einer schwarzen Horch-Limousine zu seiner Sackfabrik nach Hildesheim fahren.
Über das Verhältnis des Unternehmers Fränkel zu seinen Arbeitern und Angestellten finden sich in den Akten der Hildesheimer Gewerbeaufsicht keine Angaben. Dies „[...] ist allerdings schon eine positive Aussage“, da anderenfalls Beschwerden, Klagen oder Mängelrügen dokumentiert worden wären. 1930 forderten die Zuckerfabriken der Hildesheimer Börde „wegen der wider Erwarten großen Ernte“ der Zuckerrüben Filtertücher beziehungsweise 35.000 Säcke an, wodurch Fränkel zur Abwendung dieser Notlage mit Zustimmung des Betriebsrats bei der Gewerbeaufsicht eine „ausnahmsweise Beschäftigung von ca. 110 Arbeitern“ auch für den Buß- und Bettag beantragte. Diese Situation nutzte die Hildesheimer NSDAP zu einer antisemitischen Agitation. Man bauschte Fränkels „[...] Behebung einer Notlage zur Verhinderung von Produktionsausfällen“ zu einem Ausbeutungsskandal auf. Unter der Überschrift „Wir geben Aufklärung über den Fall des hiesigen Juden Fränkel“ fand sich auf einem anonym gedruckten dunkelroten Handzettel, der statt eines presserechtlich Verantwortlichen lediglich den Namen der Druckerei Bakeberg & Löhner aufwies, acht nahezu inquisitorische Fragen eines scheinbar persönlich bekannten Anklägers, der die offenbar bereits kannte.
Nach der Machtergreifung durch die Nationalsozialisten und dem Inkrafttreten der so genannten Nürnberger Gesetze 1935 begann Gustav Fränkel sich gegen die schlimmsten Folgen einer „Arisierung“ abzusichern, so dass er bis zu seiner Auswanderung zumindest Einfluss auf sein Unternehmen behalten konnte: So teilten die als GmbH geführten Textilwerke Hildesheim dem Hildesheimer Gewerbeaufsichtsamt „[...] gleichzeitig im Namen und im Auftrage der Firma G. D. Fränkel GmbH“ am 8. November 1935 mit, sie habe die Sackfabrik, die bereits am 19. Oktober des Jahres aufgelöst worden war, übernommen und werde diese in unveränderter Weise fortführen.
Nachdem die Textilwerke zeitweilig auch durch Willy Schacht und Mitglieder der Familie Fränkel im Vorstand geführt worden waren, zeigte Gustav Fränkel 15. Februar 1938 an, „[...] dass er die auf ihn durch Umwandlung übergegangene Firma Textilwerke Hildesheim an die Textilwerke Hildesheim Schacht & Co. KG verkauft habe“.
Nachdem 1938 ein Großteil der Familie Fränkel bereits nach Argentinien emigriert war, folgte auch Fränkels „arischer“ Schwiegersohn Heinz Kleber 1939 als letzter Unternehmensangehöriger schließlich in die Fremde. Gustav Fränkel, der noch während des Zweiten Weltkriegs 1944 in Argentiniens Hauptstadt Buenos Aires starb, hatte vor der Ausreise 876.000 Reichsmark (RM) „Reichsfluchtsteuer“ zu zahlen, eine „Judenvermögensabgabe“ in Höhe von 300.000 RM und verlor bei der Umwandlung von Reichsmark in „Auswanderermarks“ durch die Deutsche Golddiskontbank AG zusätzlich 1.490.000 RM. „[...] Insgesamt büßte die Familie 4.400.560,22 RM ein“, von denen sie nach Gründung der Bundesrepublik Deutschland und nach langem Rechtsstreit durch einen Vergleich im Jahr 1956 knapp 1.000.000 DM zurückerstattet bekam.
Schlimmer erging es Gustav Fränkels mit Moritz Güdemann verheirateten Schwester Berta. Nachdem sie zuletzt gemeinsam mit ihrer Tochter Hanna (* 8. Juli 1891) im sogenannten „Judenhaus“ Friesenstraße 16 in Hildesheim eingepfercht worden waren, wurden beide am 23. Juli 1942 in das Lager Theresienstadt deportiert. Bertha starb dort im Lager Terezin bereits am 30. Juni 1943. Ihre Tochter Hanna wurde am 15. Mai 1944 weiter ins Konzentrationslager Auschwitz-Birkenau verschleppt, wo auch sie ermordet wurde.